# Silbermond
Silbermond (SiMo) é uma banda alemã de rock formada em 2000, na cidade de Bautzen na Saxônia.

## Biografia
Os membros do Silbermond se reuniram pela primeira vez em 1998 quando participaram do projeto Ten Sing, juntamente com dois outros membros de uma banda chamada Exakt. Em 2000 decidiram fundar sua própria banda, chamada JAST (que são as iniciais dos nomes deles). Um ano depois mudaram o nome para Silbermond, que quer dizer Lua prateada, e começaram a cantar em alemão.
Abrindo algum shows de Jeanette Biedermann em fevereiro de 2004, eles se tornaram bastante populares na Alemanha, Áustria, Suíça e Itália, lançando em março seu primeiro single, "Mach's Dir Selbst", e logo depois o primeiro álbum "Verschwende deine Zeit" ("Desperdice teu tempo"), que rendeu plantina duplo na Alemanha e Áustria. Em setembro, ainda em 2004, saíram em turnê.
Em abril de 2005 lançaram o primeiro DVD com um show ao vivo "Verschwende Dein Zeit - Live", que alavancou o sucesso da banda. Em 2 de julho do mesmo ano se apresentaram no Live 8 em Berlin, entre Chris De Burgh e Green Day, tocando "Zeit für Optimisten" (b-side, do single de mesmo nome).
No início de 2006 lançaram "Laut gedacht", tendo este disco, e seu terceiro single, Das Beste, alcançado o topo das paradas de sucesso na Alemanha, Áustria e Suíça. Silbermond tem uma meta de publicação global com a BMG Music Publishing.
Em julho de 2007 tocaram no German leg do Live Earth em Hamburg.
A cantora inglesa Sarah Brightman lançou em janeiro de 2008 o álbum Symphony, que inclui uma faixa de mesmo nome, que é um cover em inglês da música "Symphonie", do álbum Verschwende Dein Zeit.
Em março de 2009 lançaram seu terceiro álbum, "Nichts passiert", depois do primeiro single, "Irgendwas bleibt", que fez novamente a banda líder em vendas nos três países germânicos.

## Integrantes

### Membros atuais
- Stefanie Kloß - Vocal
- Johannes Stolle - Baixista
- Thomas Stolle - Guitarrista
- Andreas Nowak - Baterista

## Discografia

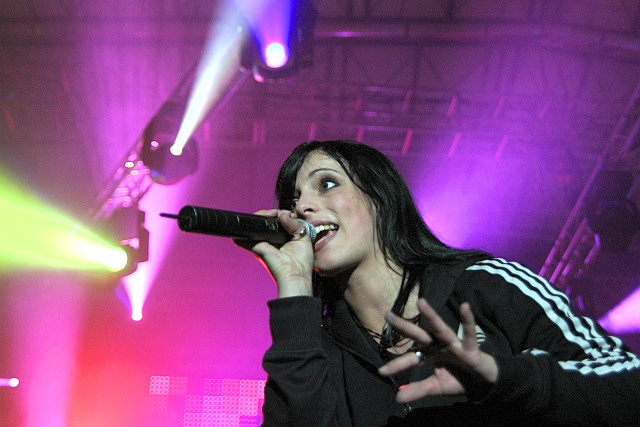
Stefanie Kloß, vocalista, em concerto com a banda.

### Álbuns
| Ano  | Título                   | Posição  | Posição | Posição | Vendas                  |
| Ano  | Título                   | Alemanha | Áustria | Suíça   | Vendas                  |
| ---- | ------------------------ | -------- | ------- | ------- | ----------------------- |
| 2004 | "Verschwende Deine Zeit" | #2       | #4      | #18     | 1.000.000 (5 x Platina) |
| 2006 | "Laut Gedacht"           | #1       | #1      | #3      | 700.000 (3 x Platina)   |
| 2009 | Nichts Passiert          | #1       | #1      | #1      |                         |
| 2012 | Himmel auf               | #2       | #2      | #3      |                         |
| 2015 | Leichtes Gepäck          | #4       | #7      | #3      |                         |

### Singles
| Ano  | Título                | Posição  | Posição | Posição | Álbum                  |
| Ano  | Título                | Alemanha | Áustria | Suíça   | Álbum                  |
| ---- | --------------------- | -------- | ------- | ------- | ---------------------- |
| 2004 | "Mach's Dir Selbst"   | #56      | -       | -       | Verschwende Deine Zeit |
| 2004 | "Durch Die Nacht"     | #20      | #53     | -       | Verschwende Deine Zeit |
| 2004 | "Symphonie"           | #5       | #4      | #56     | Verschwende Deine Zeit |
| 2005 | "Zeit Für Optimisten" | #18      | #30     | #42     | Verschwende Deine Zeit |
| 2006 | "Unendlich"           | #10      | #14     | #23     | Laut Gedacht           |
| 2006 | "Meer sein"           | #32      | #36     | #69     | Laut Gedacht           |
| 2006 | "Das Beste"           | #1       | #1      | #3      | Laut Gedacht           |
| 2007 | "Das Ende Vom Kreis"  | #27      | -       | -       | Laut Gedacht           |
| 2009 | Irgendwas bleibt!     | #1       | #2      | #1      | Nichts passiert        |

## Videografia
Videoclipes
- "Mach’s Dir selbst" (Verschwende deine Zeit)
- "Durch Die Nacht" (Verschwende deine Zeit)
- "Symphonie (Acústico)" (Verschwende deine Zeit)
- "Symphonie" (Verschwende deine Zeit)
- "Zeit für Optimisten" (Zeit für Optimisten [Single])
- "Unendlich" (Laut gedacht)
- "Meer sein" (Laut gedacht)
- "Das Beste" (Laut gedacht)
- "Das Ende vom Kreis" (Laut gedacht)
- "Irgendwas bleibt" (Nichts passiert)
- "Ich bereue nichts" (Nichts passiert)
- "Krieger des Lichts" (Nichts passiert)

DVDs
- Verschwende deine Zeit (2005)
- Live in Kamenz (2006)

## Premiações

### 2004
- New Faces Award
- Eins Live Krone

### 2005
- Prêmio Echo - "National Newcomer"
- Bravo Otto - "Super banda"
- Comet - "Melhor show ao vivo"
- Eins Live Krone - "Melhor Banda"